# The Reykjavík Grapevine
The Reykjavík Grapevine ist eine alternative englischsprachige Zeitung aus Island, welche 18 Mal jährlich erscheint, monatlich im Winter (Oktober bis März) und zweiwöchentlich im Sommer (April bis September).

## Auflage
Zurzeit wird die Zeitung in einer Auflage von 30.000 Stück pro Ausgabe gedruckt.

## Sonstiges
Die Zeitung beinhaltet neben Reiseinformationen für Touristen auch Artikel über Kunst und Kultur sowie Politik. Ferner liegt ein Veranstaltungsprogramm für Island bei.
Neben der Printausgabe gibt es auch eine Onlineausgabe. Dort stehen neben der aktuellen auch frühere Ausgaben als PDF-Download bereit.